# ونتورت (کارولینای شمالی)
ونتورت (به انگلیسی: Wentworth) شهری در ایالت کارولینای شمالی کشور ایالات متحده آمریکا است که جمعیت آن در سرشماری سال ۲۰۱۰ میلادی، ۲٬۸۰۷ نفر بوده‌است.